# Riccardia gracilis
Riccardia gracilis là một loài rêu trong họ Aneuraceae. Loài này được R.M.Schust. mô tả khoa học đầu tiên năm 1963.